# كبلر-20e
كيبلر 20 إي (بالإنجليزية: Kepler-20e)‏ الذي يرمز له بالرمز KOI-70.04، هو كوكب خارج المجموعة الشمسية، في كوكبة القيثارة، يتبع Kepler-20.

## الاكتشاف
اكتشف في 20 ديسمبر 2011، وكانت طريقة الاكتشاف طريقة العبور.